# Christensonella nardoides
Christensonella nardoides là một loài thực vật có hoa trong họ Lan. Loài này được (Kraenzl.) Szlach., Mytnik, Górniak & Smiszek mô tả khoa học đầu tiên năm 2006.